# Maçanet de la Selva
Maçanet de la Selva település Spanyolországban, Girona tartományban. Maçanet de la Selva Lloret de Mar, Tordera, Fogars de la Selva, Massanes, Riudarenes, Sils és Vidreres községekkel határos. Lakosainak száma 7962 fő (2024).
A város közelében ér véget a Barcelona–Mataró–Maçanet-Massanes-vasútvonal, mely az ország első vasútvonala volt.

## Népesség
A település népessége az elmúlt években az alábbi módon változott:
| Lakosok száma | 260  | 2001 | 1629 | 1557 | 2479 | 4913 | 6871 | 6963 | 7006 | 7962 |
|               | 1717 | 1887 | 1936 | 1960 | 1986 | 2004 | 2009 | 2014 | 2019 | 2024 |